# Селихова, Лидия Матвеевна
Лидия Матвеевна Селихова (дев. фамилия — Чернова; 19 марта 1922, Братское, Рыбинская губерния — 7 февраля 2003, Санкт-Петербург) — советская конькобежка. Двукратная чемпионка мира, чемпионка СССР. Заслуженный мастер спорта СССР (1948). Заслуженный тренер СССР (1971). Кавалер ордена Трудового Красного Знамени. Выступала за спортивный клуб «Зенит» (Ленинград) в 1946—1956, с 1957 года за «Труд» (Ленинград).
Окончила с отличием Институт физической культуры имени П. Ф. Лесгафта.

## Биография
Лидия Чернова родилась в деревне Братское Рыбинской губернии (ныне — в Пошехонском районе Ярославской области). С двухлетнего возраста жила в Ленинграде. Её старшая сестра Аня была рекордсменкой Ленинграда среди девочек и пригласила посмотреть на её тренировки Лиду. Ей сначала не понравилось, но вскоре отличница 28-й кировской средней школы стала заниматься скоростным катанием в детской спортивной школе при Институте физкультуры в октябрьском районе Ленинграда. Начала бегать на коньках в 15 лет под руководством Дмитрия Косицына, партизанского командира, погибшего в бою в 1942 году.
В 1936 году входила в пятерку лучших девушек-конькобежек страны. В 1938 году выиграла первенство Ленинграда среди девушек и дебютировала на молодежном первенстве СССР, заняв второе место в многоборье по трём дистанциям (500, 1000 и 1500 м). В 1939 году в Архангельске выиграла первенство СССР среди девушек среднего возраста. 
Зимой 1941 года студентка Ленинградского кораблестроительного института выиграла чемпионат города и впервые соревновалась с сильнейшими конькобежками на чемпионате СССР, улучшив свои результаты по трём дистанциям. Выполнила норматив мастера спорта. Учёбу прервала война и она пошла работать, но спорт не бросила. В 1943‑м выиграла чемпионат Ленинграда и участвовала в чемпионате СССР в Москве.
Вышла в 1945 году замуж за Льва Селихова, который был личным тренером у неё. На первом послевоенном чемпионате СССР в 1946 году на малом стадионе «Динамо» в Москве соревновалась под фамилией Селихова. Выиграла серебро на дистанции 500 м. Её включили в сборную страны на поездку в Норвегию для участия во встречах с лучшими спортсменками Норвегии, Финляндии, Швеции и Голландии. Её тренером в сборной был Евгений Сопов.
В марте 1948 года Селихова добилась звания чемпионки СССР на дистанции 1000 метров, а месяцем ранее стала серебряным призером на чемпионате мира в Турку. С 1948 по 1957 годы восемь раз участвовала на чемпионатах мира среди женщин. В 1949 году на чемпионате мира в Конгсберге она стала только восьмой в многоборье. После двух лет без участии на международной арене выиграла золотую медаль в Финляндии на чемпионате мира в Кокколе.
30 января 1953‑го установила мировой рекорд на высокогорном катке «Медео» вблизи Алма-Аты, где пробежала 1000 метров за 1.36,60 сек, побив рекорд Риммы Жуковой на 20 сотых. В марте она стала бронзовым призёром на чемпионате мира в Лиллехаммере, а в 1954 году вновь победила в Швеции на чемпионате мира в Эстерсунде и стала двукратной чемпионкой мира. Следующую медаль выиграла в 1957 году на чемпионате мира в Иматре, завоевав бронзовую медаль.
С 1957 года Селихова представляла спортивное общество «Труд», в котором по завершении карьеры в 1959 году, действующей спортсменки почти три десятилетия проработала тренером.
Скончалась 7 февраля 2003 года на 81-м году жизни. Похоронена на Серафимовском кладбище Санкт-Петербурга.

## Награды
- орден Трудового Красного Знамени (27.04.1957) — «за успехи, достигнутые в деле развития массового физкультурного движения в стране, повышения мастерства советских спортсменов, и успешное выступление на международных соревнованиях»
- медаль «За оборону Ленинграда»

## Результаты
| Год  | Чемпионат СССР | Чемпионат мира |
| ---- | -------------- | -------------- |
| 1946 | 5-е · (,/,/,/) | —              |
| 1947 | · (5,,,4)      | —              |
| 1948 | · (,,6)        | · (,6,,7)      |
| 1949 | 10 (4,/,4,6)   | 8 (5,10,6,10)  |
| 1950 | —              | —              |
| 1951 | 5 (4,7,4,7)    | —              |
| 1952 | 6 · (,7,5,/)   | · (,,4)        |
| 1953 | 5 · (6,/,,4)   | · (4,4,,5)     |
| 1954 | · (5,,7,)      | · (,)          |
| 1955 | 4 (7,4,6,5)    | 7 (7,4,5,7)    |
| 1956 | 13 (/,7,8,/)   | 5 (7,6,5,8)    |
| 1957 | 5 (5,5,7,6)    | · (5,,6,4)     |
| 1958 | / (9,4,/,/)    | —              |

- В скобках указаны места по отдельным дистанциям, в порядке забегов. Для чемпионатов мира и СССР до 1955 — (500, 3000, 1000 и 5000), с 1956 — (500, 1500, 1000, 3000).